# Wei Chenzu

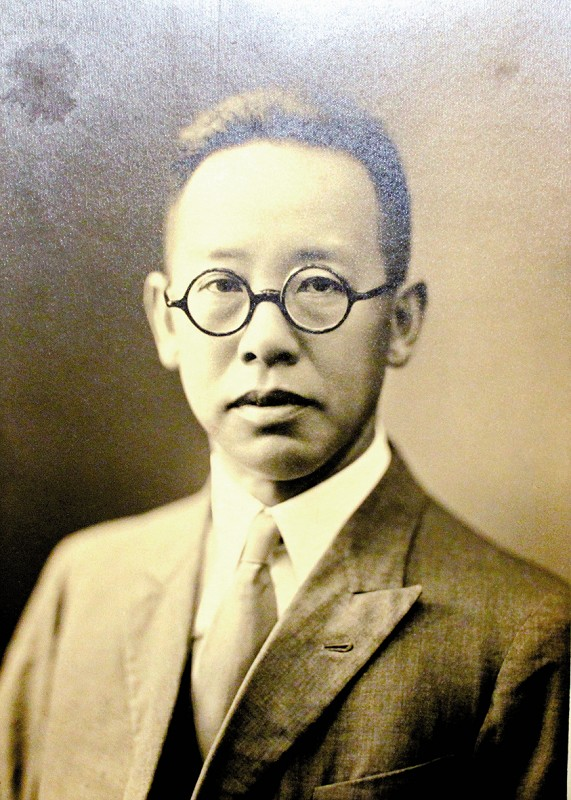
Wei Chenzu

Wei Chenzu (chinesisch 魏宸组, 1885–1942) war ein chinesischer Diplomat und 1921–1926 Gesandter der Republik China in Deutschland. 1919–1921 weigerte er sich als Vertreter Chinas an der Versailler Friedenskonferenz, für China zu unterzeichnen.